# Eupanacra kualalumpuri
Eupanacra kualalumpuri är en fjärilsart som beskrevs av Clark 1935. Eupanacra kualalumpuri ingår i släktet Eupanacra och familjen svärmare. Inga underarter finns listade i Catalogue of Life.